# Die Todesgrotten der Shaolin
Die Todesgrotten der Shaolin (Originaltitel chinesisch 蝶變 / 蝶变, Pinyin Dié biàn, Jyutping Dip6bin3, kantonesisch Dip bin; internationaler Titel The Butterfly Murders) ist ein Wuxia-Film mit Mystery- bzw. Horror-Elementen. Die Hongkong-Produktion ist das Debütwerk des chinesischen Regisseurs Tsui Hark.

## Handlung
Tödliche Schmetterlinge sollen für mehrere Tote in einer Palastanlage verantwortlich sein. Ein Gelehrter und mehrere Kämpfer, jeder mit individuell besonderen Fähigkeiten, nehmen sich der Sache an. In den Grotten unter dem Palast kommt es zum Showdown. Am Ende stellt sich heraus, dass nicht die Schmetterlinge für die Morde verantwortlich sind.

## Rezeption
Das Lexikon des Internationalen Films bezeichnet die Produktion als einen „wilden, nicht leicht durchschaubaren und extrem finsteren Kung-Fu-Film voller brillanter Kampfszenen, der vor allem durch das Gespür für Atmosphäre überzeugt.“
Auf der Liste der 100 besten chinesischen Filme, die anlässlich des 24. Hong Kong Film Awards erstellt wurde, belegt Die Todesgrotten der Shaolin (engl. The Butterfly Murders) den 34. Platz.